# Hu Qili
Hu Qili (chinesisch 胡启立, Pinyin Hú Qǐlì); * 1929 in Yulin (Provinz Shaanxi) ist ein chinesischer kommunistischer Politiker und ehemaliges Mitglied des Ständigen Ausschusses des Politbüros der Kommunistischen Partei Chinas. Heute ist er Vorsitzender des chinesischen Wohlfahrtsinstitutes der Song-Qingling-Stiftung.

## Studium und berufliche Laufbahn
Hu Qili absolvierte von 1946 bis 1951 ein Studium der Physik an der Peking-Universität. Noch während des Studiums trat er 1949 der Kommunistischen Partei Chinas (KPCh) bei. Von 1951 bis 1956 war er Vorsitzender des All-Chinesischen Studentenbundes, Vorsitzender der Student Union der Peking-Universität sowie Mitglied des Parteikomitees der Peking-Universität. Von 1956 bis 1972 war er Präsident des Internationalen Studentenbundes. Allerdings wurde er im Dezember 1966 während der Kulturrevolution von diesem Amt entbunden.
Zwischen 1972 und 1977 war er Leiter der Hauptabteilung des Parteikomitees der Autonomen Region Ningxia Hui sowie Kandidat des Zentralkomitees und des Sekretariats des Kommunistischen Jugendbundes. Zeitgleich war er Stellvertretender Sekretär der Parteikomitees der Kreise Xiji und Guyuan in der Autonomen Region Ningxia Hui.
1977 wurde er Vizepräsident der Tsinghua-Universität von Peking. In dieser Funktion war er zugleich Stellvertretender Sekretär des Parteikomitees der Universität und Mitglied des ZK und des Sekretariats des ZK des Kommunistischen Jugendbundes. Bereits ein Jahr später wurde er Präsident des All-Chinesischen Jugendbundes sowie Sekretär des Nationalen Studentenbundes.
1980 erfolgte seine Wahl zum Bürgermeister der regierungsunmittelbaren Stadt Tianjin. Zugleich war er bis 1982 Sekretär des Parteikomitees der Stadt.

### Aufstieg zum Mitglied des Ständigen Ausschusses und Machtverlust
Auf dem 12. Parteitag der KPCh wurde er 1982 zum Leiter der Hauptabteilung des ZK gewählt. Zugleich wurde er Mitglied des Zentralkomitees sowie 1985 des Politbüros und des Sekretariats der KPCh.
Auf dem 13. Parteitag der KPCh 1987 wurde er zusätzlich zum Mitglied des Ständigen Ausschusses des Politbüros der Kommunistischen Partei Chinas gewählt. Damit stieg er in den engsten Führungskreis der Staats- und Parteiführung auf. Nach dem Tode des früheren reformorientierten Generalsekretärs der KPCh Hu Yaobang am 15. April 1989 und dem Sturz von dessen ebenfalls als Reformer geltenden Nachfolger Zhao Ziyang verlor Hu Qili jedoch diese einflussreichen Ämter aufgrund seiner gleichfalls offenen Haltung gegenüber der Studentenbewegung des Tian’anmen-Massakers vom Juni 1989.
Nach dem 14. Parteitag der KPCh 1992 gehörte anschließend Hu Qili nicht einmal mehr dem ZK der Kommunistischen Partei an. Stattdessen wurde er noch 1991 Vizeminister für Elektroindustrie. 1993 erfolgte seine Ernennung zum Minister für Elektroindustrie sowie zugleich zum Sekretär des Parteikomitees des Ministeriums. Zwischen 1996 und 1998 war er zusätzlich Stellvertretender Leiter der Staatlichen Führungsgruppe für Information.
1998 wurde er Stellvertretender Vorsitzender der Politischen Konsultativkonferenz des chinesischen Volkes (PKKCV). In diesem Amt war er bis 2003 einer der Vertreter von Li Ruihuan.
Seit 1998 ist er Vorsitzender der Song-Qingling-Stiftung, der chinesischen Wohlfahrtsstiftung.